# Теофан Прокопович
Феофан/Теофан Прокопович (Кијев, 18. јун 1681 – Санкт Петербург, 19. септембар 1736) био је руски православни теолог, писац, песник, математичар и филозоф украјинског порекла. Био је ректор Академије Мохилеана у Кијеву и архиепископ новгородски. Он је разрадио и спровео реформу Руске православне цркве Петра Великог. Прокопович је написао многе радове на тему религије као и неке од најтрајнијих проповеди на руском језику.

## Биографија

### Детињство и образовање
Феофан (име по рођењу Елеазар или Јелисеј) Прокопович је рођен у Кијеву, Козачки хетманат, вазалној држави под царством Русије. Његов отац, Тсереиски, био је трговац из Смоленска. Након смрти родитеља, Елеазара је усвојио његов ујак по мајци, Феофан Прокопович. Феофан Прокопович је био управник Богојављенског манастира Кијевског братства, професор и ректор Мохилеанске академије.
Прокоповихев стриц га је послао у манастир у основну школу. Након дипломирања, постао је студент Академиа Мохилеана.
Године 1698, након што је дипломирао, Елеазар је наставио школовање на Володимирском унијатском колегијуму. Живео је у Василијанском манастиру и пострижен у унијатски монаһ под именом Јелисеј или Јелисеј. Владимирски унијатски епископ Заленски приметио је изузетне способности младог монаха и допринео његовом преласку у Католичку академију Светог Атанасија у Риму, коју су теолози створили ради ширења католичанства међу православним верницима.
У Риму је имао приступ Ватиканској библиотеци . Поред теологије, Прокопович је проучавао и дела античких латинских и грчких филозофа, историчара, атракције старог и новог Рима и принципе католичке вере и папе . Током студија упознао се са делима Томаза Кампанеле, Галилеа Галилеја, Ђордана Бруна и Николе Коперника .
28. октобра 1701. Прокопович је напустио Рим не завршивши цео курс на академији. Прошао је кроз Француску, Швајцарску и Немачку, пре школовања у Халеу. Тамо се упознао са идејама протестантске реформације.

### Повратак у Русију
Вратио се у Украјину (тада део Руског царства) 1704. године, прво у Почајевску лавру, затим у Кијев, где се одрекао католичке уније, као и епитимије и пострига код православниһ монаха, узевши име Феофан у спомен на његов стриц.
Почев од 1705. Прокопович је предавао реторику, поетику и филозофију на Кијевско-могиљском колегијуму. Написао је и трагикомедију „Владимир“ („Влади́мир“) посветивши је хетману Ивану Мазепи. Истовремено је писао богословске и философске проповеди које су видели кијевски генерал-губернатори Дмитриј Гољицин и Александар Меншиков.
Године 1707. постао је префект Кијевско-могиљске академије.
Године 1711. Прокопович је одржао беседу поводом годишњице Полтавске битке. Руски цар Петар И био је запањен речитошћу ове беседе, а по повратку у Кијев Феофан Прокопович је постављен за ректора Кијевско-могиљске академије и професора богословије. Истовремено је постао и игуман Кијевског братског Богојављенског манастира . Он је у потпуности реформисао наставу теологије тамо, заменивши историјски метод немачких теолога за православни школски систем.
Године 1716. отишао је у Санкт Петербург. Од тог тренутка, Прокопович је проводио време објашњавајући нови школски систем и оправдавајући његове најконтроверзније иновације са говорнице. Упркос противљењу руског свештенства, које је „Светлост Кијева“ сматрало умешачем и полу-јеретиком, он је постао непроцењив за грађанску власт. Унапређен је на позицију епископа псковског 1718. године те архиепископа новгородског 1725. године. Умро је у Санкт Петербургу.
Као аутор духовног правилника за реформу Руске православне цркве, Феофан се сматра творцем духовног одељења које замењује патријаршију, познатије по каснијем називу Светог управног синода, чији је потпредседник постао. Немилосрдни непријатељ сујеверја било које врсте, Прокопович је наставио да врши реформе чак и након смрти Петра Великог. Он је поједноставио руску проповед, уводећи популарне теме и једноставан стил за православне проповедаонице.